# 131. spaningsflygdivisionen
131. spaningsflygdivisionen även känd som Martin Röd var en spaningsflygdivision inom svenska flygvapnet som verkade i olika former åren 1943–1993. Divisionen var baserad på Bråvalla flygplats väster om Norrköping.

## Historik
Martin Röd var 1. divisionen vid Bråvalla flygflottilj (F 13), eller 131. spaningsflygdivisionen inom Flygvapnet, och bildades som en jaktflygdivision 1943. De första åren var divisionen beväpnad med jaktflygplanen J 11 och J 22. År 1946 hade de båda flygplanen avvecklats, och ersattes med 70 individer J 28A Vampire. År 1951 började J 28A ersättas av den svenska J 29 Tunnan, vilken var i tjänst fram till 1961. Året innan hade flottiljen börjat omskolas till J 35 Draken. 
I samband med att riksdagen beslutade om att Södermanlands flygflottilj (F 11) skulle avvecklades, beslutades samtidigt att spaningsrollen skulle överföras till Bråvalla flygflottilj. Vid Bråvalla flygflottilj kom 131. jaktflygdivisionen att omskolas och från den 1 oktober 1976 bilda 131. spaningsflygdivisionen. 
Divisionen bestod då av personal från 115. spaningsflygdivisionen (Kalle Svart), och delar av 113. spaningsflygdivisionen (Sigurd Gul), vilka var två av fyra spaningsflygdivisioner vid Södermanlands flygflottilj. Genom den nya rollen beväpnades divisionen 1976 med SH 37 Viggen, vilken kompletterades i april 1977 med SF 37 Viggen.
Genom försvarsbeslutet 1992 beslutades det att F 13 skulle avvecklas tillsammans med F 6. I avvecklingsbeslutet ingick att flygverksamheten vid de berörda divisionerna skulle upphöra senast den 30 juni 1993. Vidare beslutades det att spaningsrollen vid F 13 skulle överföras till Skånska flygflottiljen (F 10). Den 18 juni 1993 hölls i Norrköping en avskedsceremoni för 131. spaningsflygdivisionen och 1. stationskompaniet. Från den 1 juli 1993 överfördes delar av divisionen till F 10, där de blev en del av den nybildade 101. spaningsflygdivisionen (Johan Röd).

## Materiel vid förbandet
| Jaktflygplan - 1943–1944: J 11 - 1944–1947: J 22 - 1946–1952: J 28A Vampire - 1951–1961: J 29B Tunnan - 1960–1976: J 35A/D/F Draken | Spaningsflygplan - 1976–1993: SF 37 Viggen - 1977–1993: SH 37 Viggen |

## Förbandschefer
Divisionschefer vid 131. spaningsflygdivisionen (Martin Röd) åren 1943–1993.
- 1943–1993: ???

## Anropssignal, beteckning och förläggningsort
| Martin Röd | 1943-??-?? | – | 1993-06-30 |

| 131. jaktflygdivisionen     | 1943-??-?? | – | 1976-09-30 |
| 131. spaningsflygdivisionen | 1976-10-01 | – | 1993-06-30 |

| Bråvalla flygplats (F) | 1943-??-?? | – | 1993-06-30 |

## Galleri

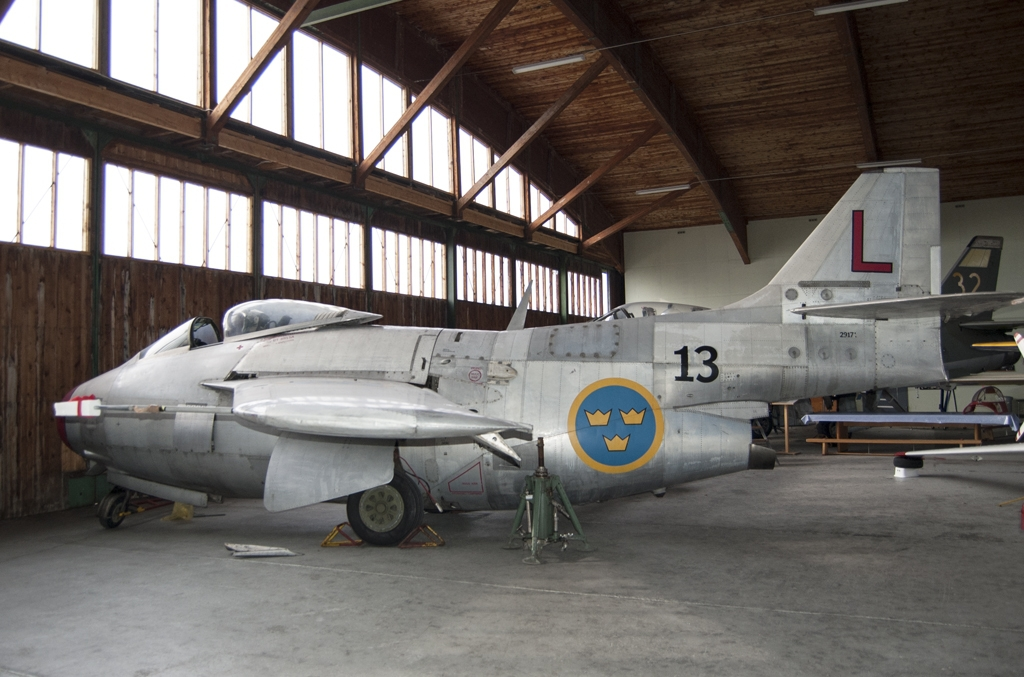
J 29 Tunnan (1951–1961).
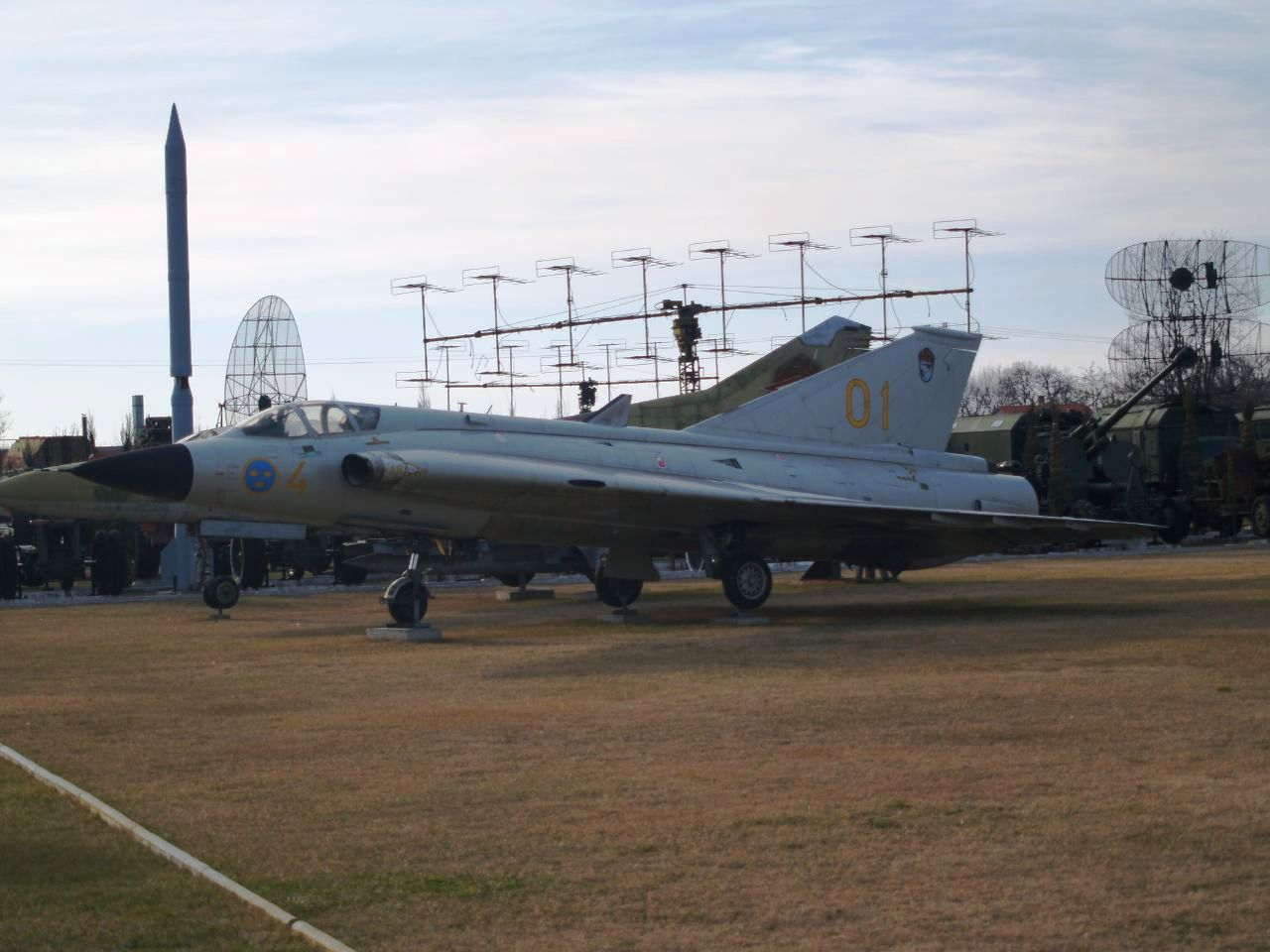
J 35D Draken (1961–1976).
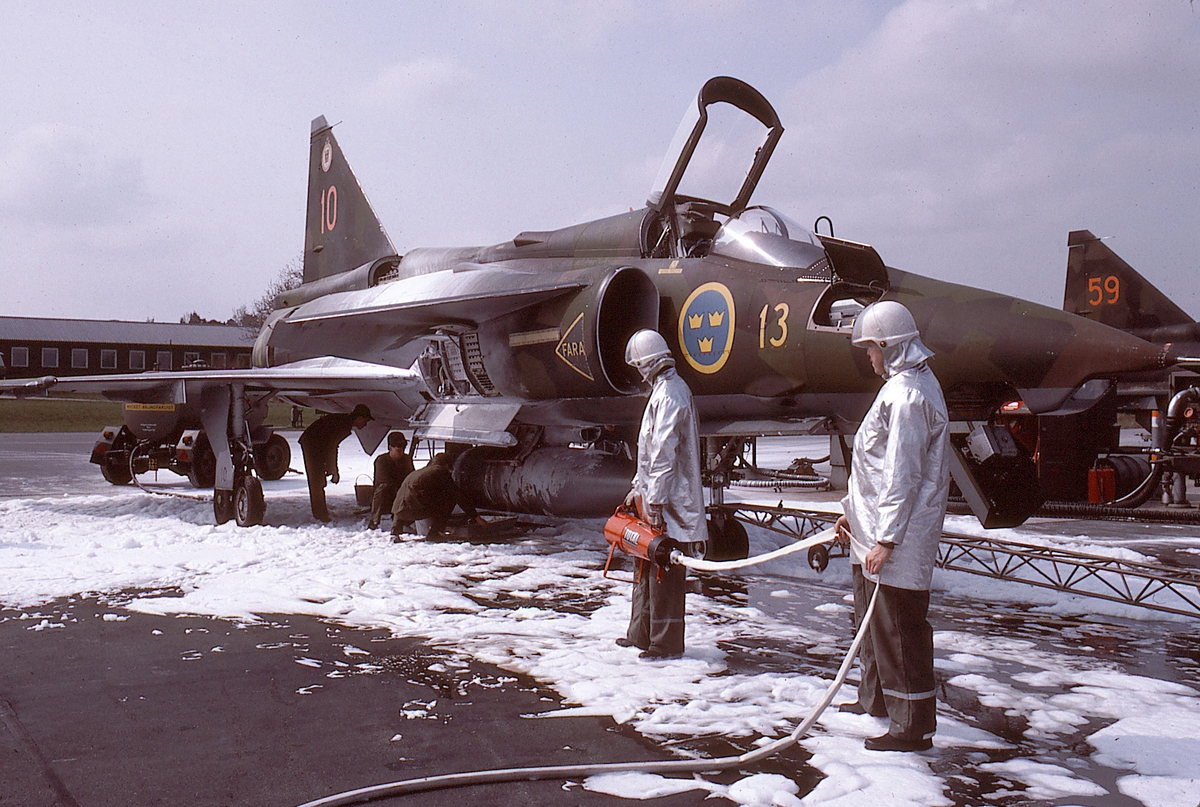
SF 37 Viggen (1976–1993).
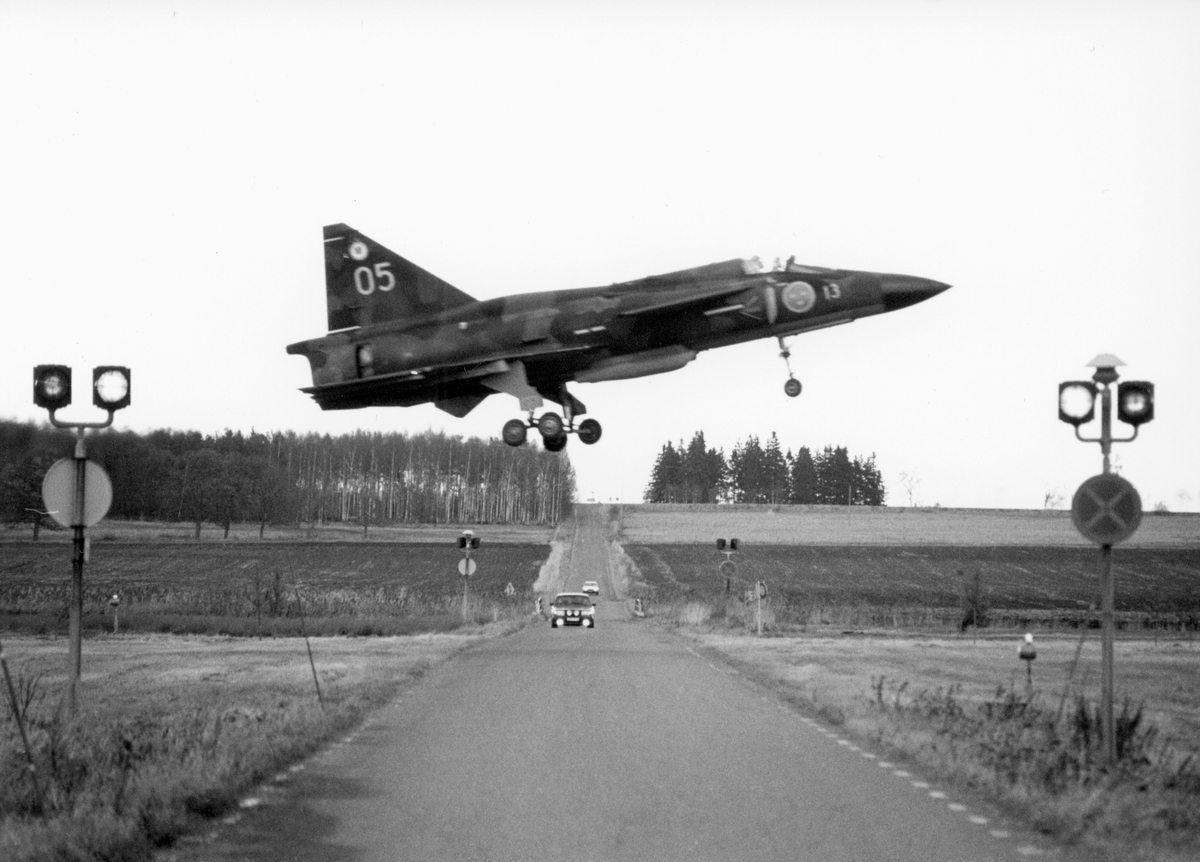
SH 37 Viggen (1977–1993).